# Aciphylla crosby-smithii
Aciphylla crosby-smithii là một loài thực vật có hoa trong họ Hoa tán. Loài này được Petrie mô tả khoa học đầu tiên năm 1914.